# تربون، کبک
تربون (به فرانسوی: Terrebonne) شهرکی در منطقه شهری له مولن ناحیه لانودییر در استان کبک کانادا است. در سرشماری سال ۲۰۱۱ این شهرک ۹۲٬۹۷۲ نفر جمعیت داشته‌است و مساحت آن ۱۵۵٫۴۴ کیلومتر مربع است.